# Rivermen de Peoria (LIH)
Pour les articles homonymes, voir Rivermen de Peoria (homonymie).
Les Rivermen de Peoria sont une franchise de hockey sur glace qui a évolué dans la Ligue internationale de hockey.

## Historique
L'équipe a été créée en 1982 à Peoria en Illinois sous le nom de Prancers de Peoria et prend part à deux saisons dans la LIH. En 1984, elle est vendue puis renommée Rivermen. La franchise évolue dans la LIH jusqu'en 1996, année où elle est vendue et relocalisée pour devenir les Dragons de San Antonio. Après son départ, une franchise de l'ECHL vient s'installer à Peoria et reprend le nom des Rivermen.
Durant les années 1990, les Rivermen sont le club affilié aux Blues de Saint-Louis de la Ligue nationale de hockey.

## Statistiques
| No | Saison    | PJ | V  | D  | N  | DP | BP  | BC  | Pts | Classement                    | Séries éliminatoires         | Entraîneur                                                            | Capitaine       |
| -- | --------- | -- | -- | -- | -- | -- | --- | --- | --- | ----------------------------- | ---------------------------- | --------------------------------------------------------------------- | --------------- |
| 1  | 1982-1983 | 82 | 25 | 47 | 10 | -  | 330 | 435 | 62  | 6e place, division Ouest      | non qualifiés                | Glenn Patrick Ken Wilson (intérim) Steve Harrison (entraîneur-joueur) |                 |
| 2  | 1983-1984 | 82 | 29 | 48 | 5  | -  | 298 | 392 | 66  | 6e place de la LIH            | non qualifiés                | Pat Kelly                                                             |                 |
| 3  | 1984-1985 | 82 | 48 | 25 | 9  | 0  | 357 | 275 | 105 | 1re place de la LIH           | vainqueur de la Coupe Turner | Pat Kelly                                                             |                 |
| 4  | 1985-1986 | 82 | 46 | 31 | 0  | 5  | 338 | 297 | 97  | 3e place, division Ouest      | non qualifiés                | Pat Kelly                                                             |                 |
| 5  | 1986-1987 | 82 | 31 | 42 | 0  | 9  | 264 | 362 | 71  | 5e place, division Ouest      | non qualifiés                | Pat Kelly                                                             |                 |
| 6  | 1987-1988 | 82 | 34 | 41 | 0  | 7  | 301 | 338 | 75  | 3e place, division Ouest      | défaite au 1er tour          | Pat Kelly                                                             |                 |
| 7  | 1988-1989 | 82 | 31 | 42 | 0  | 9  | 339 | 383 | 71  | 4e place, division Ouest      | défaite au 1er tour          | Wayne Thomas                                                          |                 |
| 8  | 1989-1990 | 82 | 31 | 38 | 0  | 13 | 317 | 378 | 75  | 4e place, division Ouest      | défaite au 1er tour          | Wayne Thomas                                                          | Dave Thomlinson |
| 9  | 1990-1991 | 82 | 58 | 19 | 0  | 5  | 405 | 261 | 121 | 1re place, division Ouest     | vainqueur de la Coupe Turner | Bob Plager                                                            | Dave Thomlinson |
| 10 | 1991-1992 | 82 | 48 | 25 | 0  | 9  | 333 | 300 | 105 | 2e place, division Ouest      | défaite au 2e tour           | Harold Snepsts                                                        | David Mackey    |
| 11 | 1992-1993 | 82 | 41 | 33 | 0  | 8  | 297 | 307 | 90  | 3e place, division Mid-ouest  | défaite au 1er tour          | Rick Meagher                                                          | David Mackey    |
| 12 | 1993-1994 | 81 | 51 | 24 | 0  | 6  | 327 | 294 | 108 | 1re place, division Centrale  | défaite au 1er tour          | Paul MacLean                                                          | David Mackey    |
| 13 | 1994-1995 | 81 | 51 | 19 | 0  | 11 | 311 | 245 | 113 | 1re place, division Mid-ouest | défaite au 2e tour           | Paul MacLean                                                          | Doug Evans      |
| 14 | 1995-1996 | 82 | 39 | 38 | 0  | 5  | 274 | 290 | 83  | 3e place, division Mid-ouest  | défaite au 2e tour           | Paul MacLean                                                          | Doug Evans      |

## Logos successifs

Logo des Prancers.
Logo des Rivermen de 1984 à 1992.
Logo des Rivermen de 1992 à 1994.

## Crédit d'auteurs
- Cet article est partiellement ou en totalité issu de l'article intitulé « Prancers de Peoria »  (voir la liste des auteurs sur la page de discussion de l'article).